# Gerald Karl Helleiner
Gerald Karl Helleiner (geboren 9. Oktober 1936 in St. Pölten, Österreich) ist ein kanadischer Entwicklungsökonom.

## Leben
Gerald Karl Helleiner ist ein Sohn des Historikers Karl Ferdinand Helleiner und der Grethe Deutsch, er hat zwei ebenfalls im Wissenschaftsbetrieb tätige Brüder. Seine Eltern flohen nach dem Anschluss Österreichs 1938 im Jahr 1939 mit ihnen zunächst nach England und dann nach Kanada, wo sie 1945 die Staatsbürgerschaft erhielten.
Helleiner studierte Politikwissenschaften und Ökonomie an der Universität Toronto und machte  1958 einen B.A. Danach ging er an die Yale University, wo er nach einem M.A.-Abschluss 1962 bei Robert Triffin promoviert wurde und als Assistant Professor arbeitete. 1962/63 hielt er sich an der University of Ibadan in Nigeria auf, war 1966/68 Direktor des Economics Research Bureau an der University of Dar es Salaam, Tanzania und befasste sich fortan vorwiegend mit Fragen des Weltmarkts und der Entwicklungsökonomie. Er war ab 1965 Assistant Professor an der Universität Toronto und erhielt dort 1968 eine Professur für Ökonomie. Helleiner war 1969/71 Präsident der Canadian Association African Studies und war 1984 Mitglied des United Nations Committee Development Planning.
Helleiner war 1971 Guggenheim Fellow, wurde 1979 Fellow der Royal Society of Canada, er erhielt 1988 einen Ehrendoktor der Dalhousie University.

## Schriften (Auswahl)
- International Economic Disorder: Essays in North-South Relations. London: Macmillan, 1980
- Economic theory and north-south negotiations on a new international economic order. 1980
- The new global economy and the developing countries. Aldershot, 1990
- Nord-Süd-Fragen in den achtziger und neunziger Jahren: Reflexionen über den Brandt-Bericht. In: Wirtschaft und Gesellschaft – WuG, 1993, S. 183–201
- Manufacturing for export in the developing world. 1994
- Poverty, prosperity, and the world economy. 1995
- Trade, trade policy and industrialization reconsidered. Helsinki: WIDER, 1995